# تجهيز سفينة

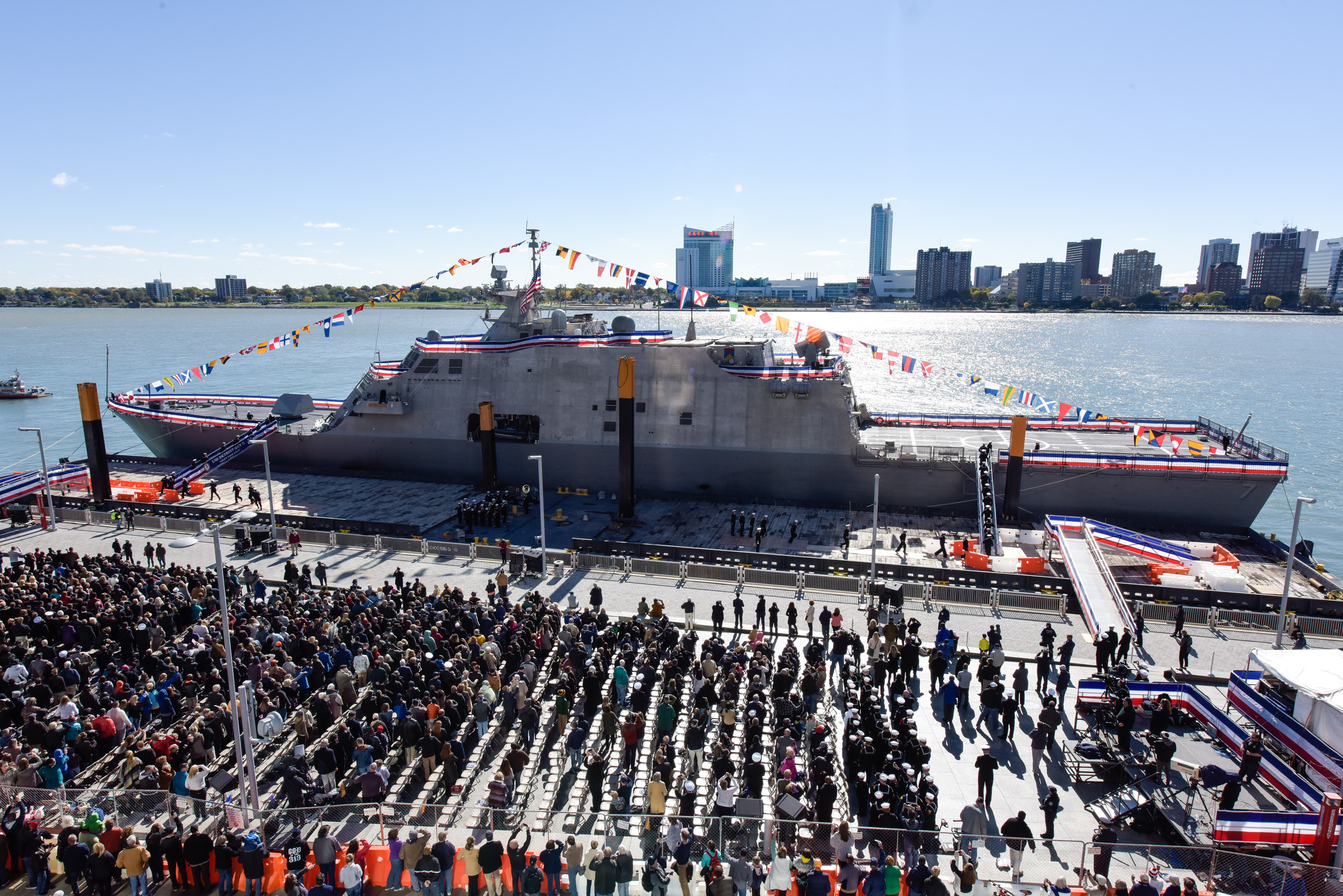

يشير مصطلح تجهيز سفينة في معجم المصطلحات العسكرية إلى المراسم التي تقام لتهيئة السفينة قبل دخولها في الخدمة العسكرية. بدأت هذه المراسم تقليدًا قبل ثلاثة قرون، حيث تقوم به القوات البحرية في جميع أنحاء العالم كلا حسب تقاليده الخاصة. تقوم الولايات المتحدة بهذه المراسم منذ ديسمبر 1775، عندما تم تكليف ألفريد أول سفينة تابعة للبحرية القارية في فيلادلفيا. يتم تسمية السفينة ومن ثم تنطلق باول رحلة بحرية لها بعدما يتم تركيب واختبار المعدات الهندسية، والأسلحة، والأنظمة الإلكترونية، وجاهزية المطبخ، والمعدات الأخرى. كما يتم تكليف ربان السفينة وطاقمها.